# Sunnanå SK
Sunnanå SK är en fotbollsklubb i stadsdelen Sunnanå i Skellefteå i Sverige, bildad 5 maj 1939. Damsektionen för fotboll, som gjort klubben mest berömd, bildades 1974. Sunnanå SK tillhör de lag som har spelat flest säsonger och matcher i Damallsvenskan och Sveriges tidigare högsta division, och innehar på så vis den högsta placeringen bland norrländska organisationer i maratontabellen för Sveriges högsta division. Senaste säsongen i Damallsvenskan var 2013, och sedan dess har Sunnanå pendlat mellan Elitettan och Division 1.

## Historik
Damlaget i fotboll blev svenska mästare 1980 och 1982, samt vann i Svenska cupen 1983 och cupsilver 1986 och 1997. Fotbollsdamerna tog även guld i den inofficiella Europacupen Menton Tournament i franska Menton 1981.
2005 gick Diamantbollen – priset till Sveriges bästa kvinnliga fotbollsspelare – till Sunnanå-fostrade Hanna Marklund, som då spelade i Umeå IK. 2007 blev samma spelare utsedd till Årets back på Fotbollsgalan. 2004, 2005, 2010 och 2011 valde Confederation of African Football (CAF) fram Sunnanås Perpetua Nkwocha till Afrikas bästa kvinnliga fotbollsspelare.
I Sunnanå SK spelade en gång tre systrar i A-laget; Hanna, Carolina och Mirjam Marklund. Lagets första landslagsspelare i fotboll för damer blev Susanne Lundmark 1977. Även Hanna Ljungberg har spelat i Sunnanå, 1994–1998.
Herrlaget i fotboll spelade 1965 i Division II, som då var Sveriges näst högsta division . Sedan millennieskiftet har herrlaget pendlat mellan Division 2 och 5.
Klubben har även ett 20-tal ungdomslag.
En för föreningen unik företeelse är den idéutveckling som startades i slutet på 1970-talet och som grundar sig på begreppet medskapande.
Klubben spelar också futsal. I mars 2017 blev P17-laget svenska mästare genom att besegra IK Oddevold med 3–1 vid finalen i Helsingborg.